# Tito Vilanova
Francesc "Tito" Vilanova i Bayó, (Bellcaire d'Empordà, 17. rujna 1968. – Barcelona, 25. travnja 2014.) bio je španjolski nogometaš i trener.

## Životopis
Još kao 15-godišnjak započinje trenirati u La Masii, nogometnoj akademiji FC Barcelone, no nije uspio doći do A tima. Umjesto toga Vilanova započinje igrati u La Ligi za Celta de Vigo 1992. 24. svibnja 1993. odigrao je jednu utakmicu za katalonsku nogometnu reprezentaciju. Bila je to utakmica u spomen na Ladislava Kubalu.
Tijekom vremena provedenih u Barceloninoj akademiji postao je dobar prijatelj s Guardiolom, što mu je kasnije puno značilo. Između njih dolazi do razvoja jakog prijateljstva, što je kasnije rezultiralo da ga je Guardiola uzeo za asistenta kad je preuzeo Barcelonu B.
Vilanova je slijedio Guardiolu kad je ovaj preuzeo i A tim i vremenom ga zamijenio na mjestu trenera Barcelone 15. lipnja 2012. Pošto je osvojio prvo mjesto s Barcelonom te sezone napušta mjesto trenera jer mu se bolest raka vratila. Od posljedica bolesti je i preminuo 25. travnja 2014. u Barceloni u 45. godini .

## Vanjske poveznice

### Sestrinski projekti
|  | Zajednički poslužitelj ima još gradiva o temi Tito Vilanova |

### Mrežna sjedišta
- BDFutbol profil